# Shouryya Ray
Shouryya Ray (Calcutta, 1996) is een Duitser van Indiase origine.  Hij haalde in 2012 op jonge leeftijd de media voor het vinden van analytische oplossingen voor de beweging van een projectiel met wrijving en de terugkaatsing van een projectiel tegen een muur. Zijn oplossing werd bekroond met een tweede prijs in een wedstrijd voor Duitse scholieren. In de media werd zijn werk gehypet met de claim dat deze problemen 350 jaar geleden door Newton geformuleerd werden en tot op heden onopgelost waren Later bleek dat de oplossing al lang bekend was, meer in het bijzonder werd eenzelfde oplossing al gevonden in 1860. Volgend op de hype hebben twee Duitse professoren een technisch document gepubliceerd, het werk van Shouryya Ray onderzocht en vergeleken met bestaande literatuur. Ze concludeerden dat All his steps are basically known to experts, and we emphasize that he did not solve an open problem posed by Newton.